# Amtshaus Reinickendorf
Das Amtshaus Reinickendorf (ⓘ) auf dem Grundstück Alt-Reinickendorf 38 ist ein Baudenkmal in Berlin-Reinickendorf.
Im Amthaus wurde die Gemeinde- und Amtsverwaltung Reinickendorfs untergebracht. Die daraus resultierenden Positionen des Gemeinde- und Amtsvorsteher der Amts- und Landgemeinde Reinickendorf übte von 1884 bis 1918 Friedrich Wilke aus.

## Geschichte
Ursprünglich befand sich auf dem Gelände ein im Dreißigjährigen Krieg zerstörter Bauernhof. Anschließend wurde es von der Dorfgemeinde genutzt, welche hier einen Gemeindehirten für die Schweine anstellte. In den darauffolgenden Jahren wurde das entsprechende Hirtenhaus durch Pferdehirten bewohnt. 

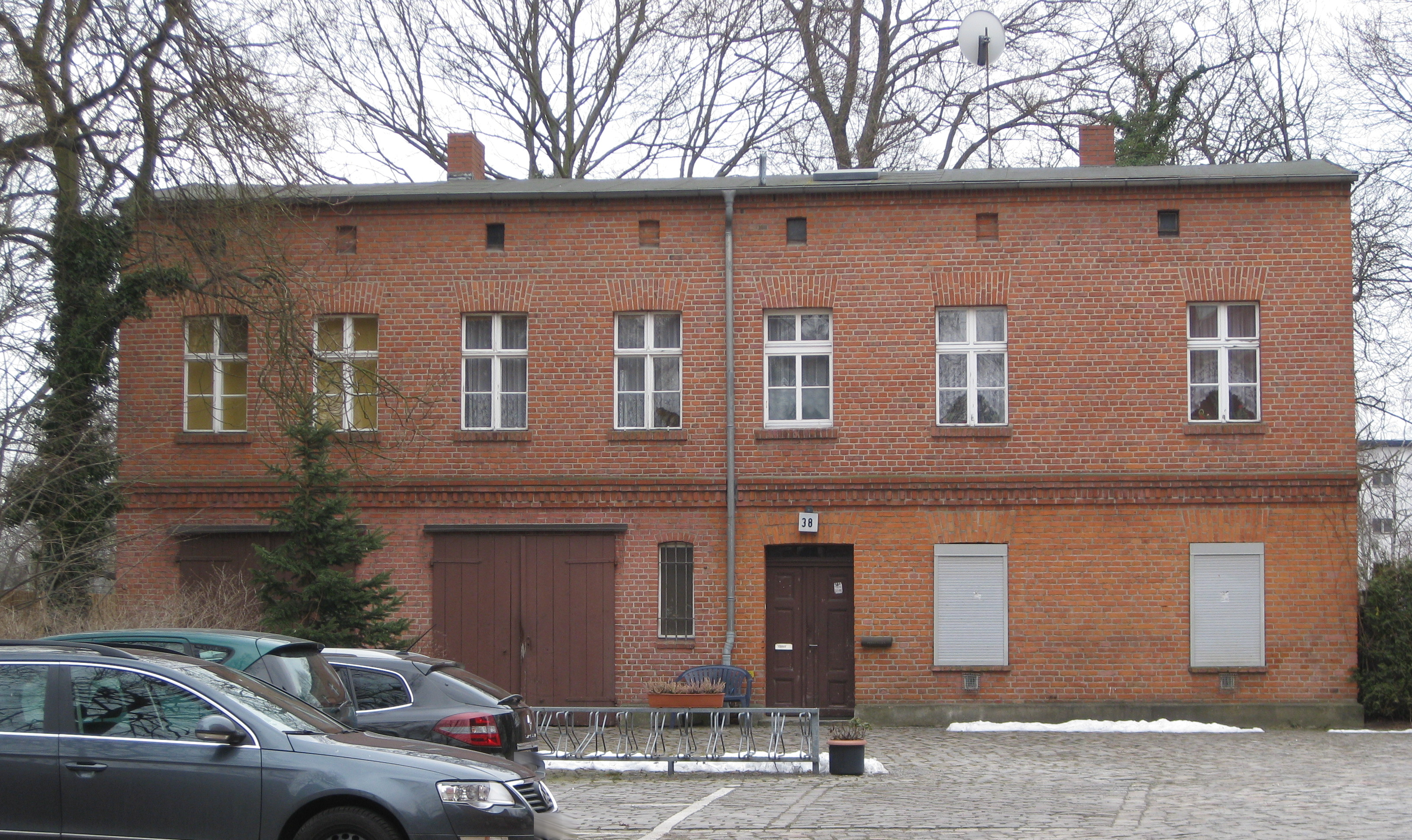
Das Nebengebäude (links) mit dem ehemaligen Amtsgefängnis

Das Amtshaus wurde 1885 als zweigeschossiger Rohziegelbau durch den Zimmermeister F. Cuvry erbaut. Die Aufstockung des dritten Geschosses fand von 1896 bis 1897 durch den Architekten Carl Moritz statt.
Auf dem Gelände, eher hinter dem Amthaus, befand sich das Im Jahre 1883 zweigeschossige Amtsgefängnis, sowie das gleichzeitig mit dem Amtshaus erbaute Armenhaus. Es wurde jedoch 1968 abgerissen.
Nach dem Bau des Amtshauses wurde im 19. Jahrhundert insbesondere durch Friedrich Wilke die Notwendige Infrastruktur für die verarmte Bevölkerung erbaut, sodass das Gebäude in einen zunehmend unansehnlichen Zustand geriet.
Nach der Amtsenthebung von Friedrich Wilke durch die Arbeiter und Soldatenräte im Rahmen der Novemberrevolution und späteren Eingemeindung im Jahre 1920 in Groß-Berlin verblieben nur wenige Bezirksdienststellen in diesem Gebäude.
Im Mai 2010 wurde das Gebäudeensemble durch die dBS Investment GmbH mit Baukosten von einer Million € einer komplett Sanierung unterzogen. Im Zuge dessen wurden die Gefängniszellen sowie die Amtsstuben rückgebaut, das Tonnengewölbe des ehemaligen Rathaussaales wiederhergestellt und die historischen Kastendoppelfenster erneuert. Des Weiteren wurde das Gebäude durch ein hofseitiges Sichtbeton-Regal mit Aufzug und Balkonen barrierefrei gemacht. Nach Abschluss der Arbeiten im April 2011 sind insgesamt acht Wohnungen entstanden.

## Architektur
Moritz übernahm bei der Aufstockung des Hauses zwar die gelben Ziegel von Cuvry als Grundmaterial, gestaltete jedoch die Fassade wesentlich aufwendiger. In Anlehnung an die Bürgerhäuser der märkischen Gotik verwendete Moritz Bogenstellungen, einen Balkon und einen Staffelgiebel zur Gliederung. Diese Zierelemente entsprachen dem mittlerweile gewachsenen Bedürfnis nach Selbstdarstellung der Landgemeinde.